# FK Bunyodkor
Maillots
Actualités
Le Bunyodkor futbol klubi (en ouzbek : Буньодкор футбол клуби), plus couramment abrégé en Bunyodkor FK, est un club ouzbek de football fondé en 2005 et basé à Tachkent, la capitale du pays.
Malgré sa récente création, le club a déjà remporté plusieurs championnats d'Ouzbékistan et coupes d'Ouzbékistan.

## Histoire
En août 2008, le club parvient à recruter le Brésilien Rivaldo pour un contrat de deux ans d'une valeur de 14 millions de dollars et enregistre l'arrivée de l'entraîneur Zico. Cependant, il n'arrive pas à recruter le Camerounais Samuel Eto'o qui préfère rester au FC Barcelone.
En juin 2009, Luiz Felipe Scolari signe un contrat de 18 mois et succède ainsi à son compatriote Zico. Le 30 novembre 2009, il fait signer son compatriote José Aloisio  (35 ans). En mai 2010, il rompt son contrat.

## Bilan sportif

### Palmarès
| \| - Championnat d'Ouzbékistan (5) : - Champion : 2008, 2009, 2010, 2011 et 2013. - Vice-champion : 2007, 2012 et 2016. - Coupe d'Ouzbékistan (4) : - Vainqueur : 2008, 2010, 2012 et 2013. - Finaliste : 2007, 2009, 2014, 2015 et 2017. \| \| - Supercoupe d'Ouzbékistan (1) : - Vainqueur : 2014. \| |  |                                                      |
| - Championnat d'Ouzbékistan (5) : - Champion : 2008, 2009, 2010, 2011 et 2013. - Vice-champion : 2007, 2012 et 2016. - Coupe d'Ouzbékistan (4) : - Vainqueur : 2008, 2010, 2012 et 2013. - Finaliste : 2007, 2009, 2014, 2015 et 2017.                                                                  |  | - Supercoupe d'Ouzbékistan (1) : - Vainqueur : 2014. |

### Bilan par saison
| Saison | Championnat | Championnat | Championnat | Championnat | Championnat | Championnat | Championnat | Championnat | Championnat | Championnat | Coupe d'Ouzbékistan |
| Saison | Division    | Pos         | Pts         | J           | V           | N           | D           | BP          | BC          | Diff        | Coupe d'Ouzbékistan |
| ------ | ----------- | ----------- | ----------- | ----------- | ----------- | ----------- | ----------- | ----------- | ----------- | ----------- | ------------------- |
| 2006   | 2e          | 1er         | 86          | 38          | 27          | 5           | 6           | 94          | 32          | +62         | Seizièmes de finale |
| 2007   | 1re         | 2e          | 71          | 30          | 22          | 5           | 3           | 62          | 16          | +46         | Finale              |
| 2008   | 1re         | 1er         | 79          | 30          | 25          | 4           | 1           | 75          | 13          | +62         | Vainqueur           |
| 2009   | 1re         | 1er         | 86          | 30          | 28          | 2           | 0           | 85          | 13          | +72         | Finale              |
| 2010   | 1re         | 1er         | 65          | 26          | 20          | 5           | 1           | 45          | 10          | +35         | Vainqueur           |
| 2011   | 1re         | 1er         | 61          | 26          | 19          | 4           | 3           | 51          | 14          | +37         | Demi-finales        |
| 2012   | 1re         | 2e          | 57          | 26          | 17          | 6           | 3           | 42          | 16          | +26         | Vainqueur           |
| 2013   | 1re         | 1er         | 61          | 26          | 19          | 4           | 3           | 59          | 13          | +46         | Vainqueur           |
| 2014   | 1re         | 4e          | 51          | 26          | 15          | 6           | 5           | 44          | 20          | +24         | Finale              |
| 2015   | 1re         | 4e          | 59          | 30          | 18          | 5           | 7           | 44          | 19          | +25         | Finale              |
| 2016   | 1re         | 2e          | 63          | 30          | 18          | 9           | 3           | 46          | 13          | +33         | Demi-finales        |
| 2017   | 1re         | 4e          | 52          | 30          | 14          | 10          | 6           | 47          | 29          | +18         | Finale              |
| 2018   | 1re         | 4e          | 27          | 20          | 8           | 3           | 9           | 26          | 26          | 0           | Demi-finales        |
| 2019   | 1re         | 3e          | 43          | 26          | 12          | 7           | 7           | 37          | 33          | +4          | Demi-finales        |
| 2020   | 1re         | 4e          | 43          | 26          | 12          | 7           | 7           | 43          | 36          | +7          | Huitièmes de finale |
| 2021   | 1re         | 5e          | 45          | 26          | 13          | 6           | 7           | 43          | 30          | +13         | Demi-finales        |

Légende
- Vainqueur de la compétition
- Vice-champion ou finaliste de la compétition
- Troisième de la compétition
- Promu en division supérieure

## Personnalités du club

### Présidents
- Toulagan Djouraïev
- Bedil Alimov

### Entraîneurs
- Mavzourkhodja Umarkhodjaïev (2005 — 2006)
- Hikmat Irgashev (2007)
- Mirjalol Qosimov (4 décembre 2007 — 24 septembre 2008)
- Zico (26 septembre 2008 — 8 janvier 2009)
- Amet Memet (8 janvier 2009 — 15 mars 2009)
- Hikmat Irgashev (15 mars 2009 — 8 juin 2009)
- Luiz Felipe Scolari (8 juin 2009 — 28 mai 2010)
- Mirjalol Qosimov (28 mai 2010 — 4 avril 2014)
- Aleksandr Volkov (4 avril 2014 — 6 juin 2014)
- Sergeï Loushan (6 juin 2014 — 22 septembre 2015)
- Bahtiyor Babaïev (23 septembre 2015 — février 2016)
- Sergeï Loushan (février 2016 — 5 mai 2017)
- Mirjalol Qosimov (5 mai 2017 — janvier 2019)
- Vadim Abramov (janvier 2019 — )